# Musculdy

Musculdy este o comună în departamentul Pyrénées-Atlantiques din sud-vestul Franței. În anul 2009 avea o populație de 242 de locuitori.

## Evoluția populației
| An        | 1975 | 1982 | 1990 | 1999 | 2006 | 2009 |
| --------- | ---- | ---- | ---- | ---- | ---- | ---- |
| Populație | 313  | 289  | 285  | 280  | 253  | 242  |